# Елізабет Каннінг
Елізабет Каннінг (англ. Elizabeth Canning; 1734 — 1773), у шлюбі Тріт (англ. Treat) — англійська служниця, центральна фігура одного з найгучніших судових процесів в Англії XVIII століття і головних кримінальних загадок XVIII ст. Свідчила, що її викрали і тримали зачиненою на сіннику з метою втягнення в проституцію.
Елізабет Каннінг раптово зникла 1 січня 1753 року. Усі пошуки сім'ї та поліції були марними, доки 29 січня 1753 року вона з'явилась у будинку матері вкрай виснаженою. Стурбовані друзі і сусіди Каннінг намагалися розпитати її про те, що сталося, потім з нею поговорив олдермен. Каннінг розповіла, що її насильно заманили в якесь кубло, де з нею жорстоко поводилися і тримали під замком, поки їй не вдалося втекти через вікно. Незабаром він виписав ордер на арешт Сюзанни Веллс, господині будинку, вказаного Каннінг. На місці події Каннінг упізнала Мері Сквайрс як учасницю її утримання. Обох підозрюваних заарештували. Магістрат Лондона Генрі Філдінг став на бік потерпілої. Через деякий час відбулася ще низка арештів і допитів свідків. Веллс і Сквайрс визнали винними в злочині. Сквайрс загрожувало покарання не лише за полон, але й за викрадення Каннінг — такого роду злочин карали стратою. Утім, Крісп Гаскойн, суддя першої інстанції та лорд-мер Лондона, не був задоволений роботою колег і розпочав власне розслідування. Він опитав свідків і з'ясував, що Сквайрс та її сім'я не могли бути причетні до викрадення. Деякі свідки обвинувачення відмовилися від попередніх показань. Гаскойн розпорядився заарештувати Каннінг, після чого її засудили за кривосвідчення. Покарання Скавайрс скасували, а Каннінг засудили до місяця ув'язнення і семи років заслання.
Процес викликав надзвичайний суспільний інтерес, Лондон розділився на дві партії — каннінгітів і джипсітів (прихильників обмовленої ромки Сквайрс). Гаскойн зазнав відкритих нападів на вулиці, журналісти з люттю дискутували про долю молодої служниці. Каннінг померла 1773 року в Британській Америці, однак загадку її зникнення й досі не розкрито.

## Життєпис

### Дитинство і юність
Елізабет Каннінг народилася 17 вересня 1734 року в Лондонському Сіті в сім'ї теслі Вільяма і Елізабет Каннінг найстаршою з п'яти дітей, що вижили. Сім'я жила у двох кімнатах в Алдерменбері неподалік від римської Лондонської стіни. Елізабет та інші діти росли в бідності. Алдерменбері був хоч і престижним районом, але не найбагатшим. Батько помер 1751 року, і в оселі залишився єдиний дорослий чоловік — підмайстер Джеймс Лорд. Він зайняв передню кімнату, тоді як хазяйка дому з п'ятьма дітьми залишилися в задній. Елізабет-молодша лише кілька місяців навчалася в школі письма. У 15 або 16 років працювала служницею в будинку митаря Джона Вінтлбері. Він відгукувався про неї як про чесну й водночас сором'язливу дівчину. З жовтня 1752 року жила в будинку тесляра Едварда Лайона, їхнього сусіда, який також відзначав у Каннінг якості, згадані Вінтлбері. До 18 років Елізабет була досить повною, зростом близько 1,5 м, її лице покривали віспини, з довгим прямим носом і широко поставленими очима.

### Зникнення
Каннінг зникла 1 січня 1753 року. У той день вона не працювала і була вдома разом з сім'єю. Пізніше дівчина гостювала в дядька та тітки, Томаса й Еліс Коллі. Потім мала намір вирушити за покупками разом з матір'ю. Утім, Каннінг залишалася в будинку тітки до вечора. О дев'ятій годині вона вирушила в будинок Лайона. Упродовж двох третин шляху її супроводжували родичі.
Чекаючи на прибуття служниці, Лайон двічі заходив у будинок до її матері. Вона відправила трьох своїх дітей на пошуки старшої в район Мурфілдс. Джеймс Лорд же вирушив до тітки зниклої. Йому вдалося з'ясувати, що Коллі відпустили Елізабет одну приблизно о 9:30 неподалік від Сент-Ботолфс Алдгейт на вулиці Гаундсдітч. Наступного ранку Елізабет-старша особисто вирушила до будинку Коллі. Вона питала про місце знаходження дочки в сусідів, а її діти намагалися знайти сестру у віддалених районах. Оголошення про зниклу дівчину розмістили в газетах, по всьому місту читалися молитви за Каннінг. І все ж єдиною вказівкою на долю зниклої міг бути жіночий крик, що пролунав з найманого екіпажу 1 січня — про це повідомили свідки.

### Повернення
Каннінг повернулася до будинку матері близько десятої години вечора 29 січня 1753 року. Побачивши виснажену дочку після місяця поневірянь, Елізабет-старша зомліла. Прийшовши до тями, вона попросила підмайстра зібрати сусідів. Повідомлялося, що дівчина «перебувала в жалюгідному стані», її обличчя та руки були чорними від бруду, вона була одягнена у сорочку, нічну сорочку і нижню спідницю. Навколо її голови була пов'язана брудна ганчірка, ще сильніше забруднена кров'ю з пошкодженого вуха постраждалої. Вона розповіла, що біля Бетлемської лікарні на неї напали двоє чоловіків. Вони зірвали з неї частину вбрання, пограбували та побили у храмі, залишивши її без свідомості. Прокинулась вона «біля великої дороги, де була вода, поруч з двома грабіжниками». Злочинці змусили її пройти до будинку, де стара жінка запитала, «чи стане вона на їх шлях», тобто займатися проституцією. Каннінг відмовилась, на що стара обрізала залишки її одягу, вдарила її по обличчю й силою відправила на горище. Там молода служниця залишалася впродовж майже місяця, харчуючись лише хлібом і водою і не спілкуючись ні з ким з викрадачів. Позбавлена всього одягу, Каннінг знайшла обноски в каміні. Частково розібравши забите дошками вікно, вона змогла втекти, і опинилася вдома тільки через п'ять годин. Вона згадала, що чула ім'я «Віллс» або «Веллс», а також те, що кучер, якого вона побачила у вікно горища, думав, що полонянку утримують у будинку на Гертфорд-Роуд. Вінтлбері та місцевий робочий Роберт Скеррат визначили, що той будинок належить «Матері» Сюзанні Веллс в районі Енфілд-Вош приблизно за 16 км звідти.
Повернення та версію Каннінг (включаючи припущення, що вона була в домі Веллс) наступного дня висвітлила газета «London Daily Advertiser». Пульс Каннінг був слабким, вона насилу розмовляла, і коли місцевий аптекар дав їй ліки, її знудило. Аптекар поставив Каннінг кілька клізм, завершивши на цьому огляд. Після цього друзі й сусіди Елізабет відвели її в ратушу до олдермена Томаса Чітті, попросивши про арешт Веллс.

### Енфілд-Вош

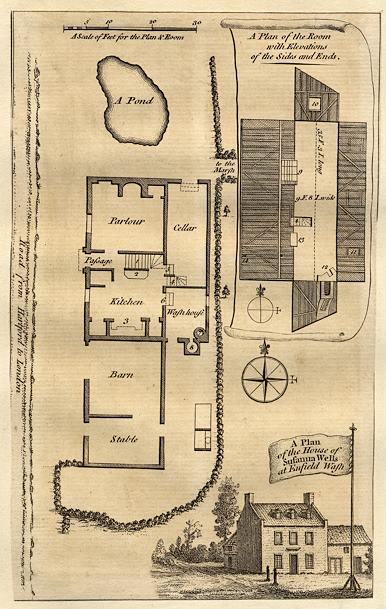
«План будинку Сюзанни Веллс на Енфілд Вош, опублікований 1754 року в The London Magazine

Чітті видав ордер на арешт, і 1 лютого Каннінг разом з друзями вирушила в район Енфілд-Вош. Прихильники постраждалої, попри її слабкість, хотіли, щоб вона якомога швидше впізнала викрадачів і кімнату, в якій її утримували, оскільки побоювалися її швидкої смерті. Першими до передбачуваного місця злочину під'їхали Вінтлбері, Скеррат і сусід Каннінгів Джозеф Адамсон. Там вони зустрілися зі служителями закону і чекали на появу Веллс. Її будинок виконував одразу декілька функцій: це була і столярна майстерня, і м'ясобійня, і пивна. Крім того, в будинку містилися тварини й мешкали постояльці. Веллс була двічі вдовою: її перший чоловік був теслею, а другого повісили за крадіжку. 1736 року вона перебувала у в'язниці за кривосвідчення. Сара Гоуїт, її дочка від першого шлюбу, прожила в зазначеному будинку близько двох років, якраз у період ув'язнення матері. Брат Сари Джон пішов слідами батька і жив по сусідству.
Близько 9-ї години ранку Веллс зайшла до будинку, і поліцейські негайно проникли в будівлю. Там вони виявили Веллс, літню жінку на ім'я Мері Сквайрс, її дітей, Верчью Голл і ще одну жінку, яку вони вважали дочкою Веллс. Ще одна жінка, Джудіт Нейтас, перебувала на горищі. Офіцер, що мав ордер, оглянув горище, яке, на його подив, було зовсім не схоже на приміщення, описане Каннінг. Ба більше, йому не вдалося знайти жодних свідчень того, що Елізабет справді могла втекти через вікно. Пізніше до будинку під'їхали інші прихильники Каннінг, не менш здивовані подібною розбіжністю.
Каннінг прибула на фаетоні разом з матір'ю і двома іншими людьми. До будинку Веллс її переніс Адамсон. Там вона впізнала Сквайрс як жінку, яка розрізала її одяг, а також вказала на Голл і нібито дочку Веллс, стверджуючи, що в той момент вони були присутні в будинку. Коли її віднесли на горище, вона впізнала місце свого ув'язнення, попри те, що там було набагато більше сіна, ніж раніше. Дошки, що закривали вікно, було, судячи з усього, прибито зовсім нещодавно. З такими красномовними свідченнями проти підозрюваних їх направили до місцевого мирового судді, Меррі Тайшмейкера. Спочатку він окремо поговорив з Каннінг, а потім допитав мешканців будинку Веллс. Сквайрс і Веллс потрапили під варту. Джорджа Сквайрса і Верчью Голл, які заперечували будь-яку причетність до викрадення, відпустили, а Каннінг та її прихильникам дозволили йти додому.

### Розслідування Філдінга

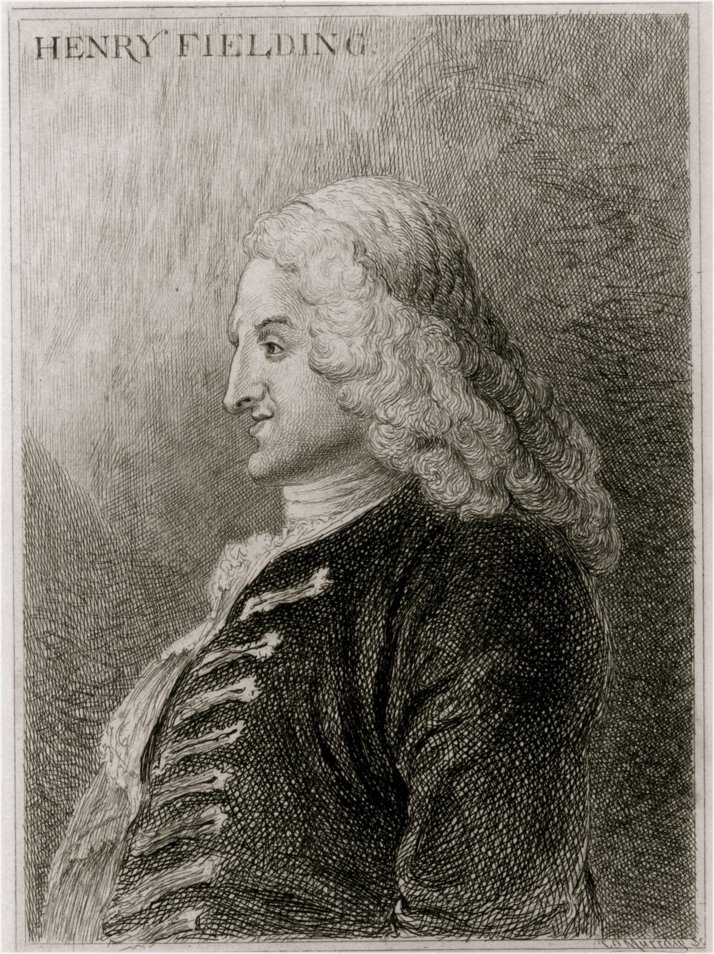
Розслідуванням справи Каннінг займався Генрі Філдінг

У XVIII столітті англійська влада не розглядала напад на людину як порушення громадського порядку, тому хід судовому процесу могла дати тільки самс постраждала особа. Позивач, до всього іншого, повинен був взяти на себе витрати на проведення розслідування. Оскільки подібний захід був дуже дорогим, Каннінг попросила про допомогу друзів і сусідів. Не меншою перешкодою на шляху прихильників Каннінг було й те, що в ситуаціях такого роду суд вважав за краще досягати примирення сторін. Внаслідок цього, найістотнішим пунктом претензій Каннінг була крадіжка її одягу, оціненого в 10 шилінгів. У ті часи злодійство вважалося серйознішим злочином, ніж напад, і саме втрата майна повинна була стати підставою для звинувачення. Крім того, вчинення цих правопорушень у сукупності повинне було привернути увагу суддів і до насильницького боку злочину.
У той час як Каннінг продовжувала лікування, її прихильники, здебільшого чоловіки, займалися підготовкою матеріалів для суду. Вони отримали юридичну консультацію в соліситора пана Солта, який порадив їм зв'язатися з суддею Генрі Філдінгом. До того часу 45-річний Філдінг, після років суперечок з іншими письменниками Граб-Стріт і пожиттєвого пияцтва, був уже близький до смерті. Склавши присягу і ставши мировим суддею Міддлсекса і Вестмінстера за чотири роки до того, він з неймовірною енергією почав займатися питаннями правосуддя. У своїй творчості Філдінг торкався теми людських вад, тому він щиро вірив, що може зрозуміти психологію злочинця. Він з великим ентузіазмом взявся за справу Каннінг, яку Солт передав йому 6 лютого. Наступного дня Каннінг представила йому свої свідчення. Філдінг не був схильний вірити звичайній служниці, хоча її скромність і вихованість справили на нього враження. Філдінг видав ордер на арешт усіх мешканців будинку Веллс, щоб вони могли „постати перед ним і підтвердити свою доброчесну поведінку“. Верчью Голл і Джудіт Нейтас були арештовані, проте Джордж Сквайрс разом з сестрами і Сара Гоуїт, дочка Веллс, до того часу вже покинули будинок і продовжували залишатися на волі.

### Перша реакція газет
10 лютого газета „Лондон Дейлі Адвертайзер“, що розташовувалася на Граб-стріт, повідомила:

Розташований між Енфілд-Вош і Волтем-Крос дім цієї сумнозвісної жінки, широко відомої під ім'ям Матері Веллс, негайно потрапив під підозру; судячи з багатьох обставин, саме він став похмурою в'язницею для цієї нещасної страдниці, чий пригнічений стан після чудесної втечі гідний співчуття і благодійних внесків від усіх панів, стурбованих долею суспільства, а також всіх тих, хто турбується про безпеку своїх дітей та близьких, які так само можуть підлягати нелюдському і жорстокому використанню… всі ці обставини належним чином розглядаються, і немає жодних сумнівів у тому, що незабаром буде зібрано пожертвування або внески, які допоможуть людям, що взялись виявити цю сумнозвісну зграю, здійснити свої добрі наміри з граничною силою, адже таке гніздо лиходіїв являє собою найбільшу загрозу добрим підданим Його Величності.
Оригінальний текст (англ.)
[The house of that notorious woman well known by the name of Mother Wells, between Enfield Wash and Waltham Cross, was immediately suspected; and from many Circumstances appears to be the dismal Prison of the unhappy sufferer, whose melancholy Situation since her miraculous Escape is worthy of Compassion and Charitable contributions of all public-spirited people, and anyone who has any regard for the Safety of their Children and Relations, who are equally liable to the same inhuman and cruel Usage…all these circumstances being duly considered, it is not doubted but a Subscription or Contribution will soon be raised, to enable the Persons who have undertaken to detect this notorious Gang to prosecute their good Intentions with the utmost Vigour, as such a nest of Villains is of the greatest Danger to the Safety of his Majesty’s good Subjects.] Помилка: {{Lang}}: не вказано код мови (допомога)

У цей час прихильники Каннінг збирали пожертви для суду за допомогою незалежно надрукованої брошури Case of Elizabeth Canning („Справа Елізабет Каннінг“). У публікації Веллс відкрито названо „жінкою-монстром“. Через тиждень відредагована версія брошури з'явилася у виданні „Паблік Адвертайзер“ — у новій редакції повідомлялося, що Каннінг, до всього іншого, вдарили по голові. Сквайрс охарактеризовано як „стару циганку“, яка „пограбувала дівчину до нитки, а потім, коли та відмовилася стати звичайною повією, замкнула її в старій коморі або на горищі“. Сквайрс часто називали циганкою (джипсі), проте її походження також є предметом суперечок. Попри те, що юридичні покарання застосовувалися до циган досить рідко, вони були де-факто позбавлені основних прав містянина. Джудіт Мур пише, що Сквайрс була „темноволосою, високою, але сутулою старою жінкою віком від шістдесяти до вісімдесяти років“, причому „всі записи кажуть про те, що вона була неймовірно потворною, її ніс був дуже великим, а пухла нижня губа була деформована золотухою“.
Зважаючи на вкрай негативне уявлення про Веллс та мешканців її будинку, містяни стали на бік Каннінг. Утримувана старою циганкою служниця, яка зуміла втекти й повернутися до люблячої матері, викликала симпатії як рядових англійців, так і аристократів столиці.

### Визнання Голл
Хоча Філдінг і пишався своєю неупередженістю, — соціальний статус свідків не впливав на його рішення — під час бесіди з Голл він ставив їй повторювані запитання, і, розчарований її суперечливими відповідями, пригрозив їй ув'язненням. Загроза справила бажаний ефект, оскільки 14 лютого Голл заявила, що Джон Сквайрс і ще один чоловік справді вранці 2 січня доставили Каннінг до будинку Веллс. Там, на очах у цих двох чоловіків, а також Люсі Сквайрс (пізніше відомої як Кетрін Сквайрс) і Голл, стара циганка напала на Каннінг і змусила її піднятися на горище, де та залишалася аж до втечі. Голл заявила, що Форчен Нейтас і його дружина Джудіт вже перебували в будинку впродовж кількох тижнів, після чого переселилися на горище, щоб створити видимість своєї присутності там впродовж усього січня. Показання Голл і Каннінг тепер були практично ідентичні, і Філдінг узявся за допит Джудіт Нейтас. Вона заявила, що їй з чоловіком доводилося спати на горищі впродовж усього місяця, однак Філдінг не був задоволений такими показаннями і зажадав від Нейтас переглянути заяву. Тим часом Голл, якій не було висунуто жодних звинувачень, запроторили до в'язниці Гейтхаус у Вестмінстері. Філдінг ненадовго покинув Лондон, допитавши після повернення Сквайрс, Веллс та інших фігурантів. Сквайрс і Веллс сказали судді, що нічого не знають ні про Каннінг, ні про її поневіряння. Обидві наполягали на своїй невинності.
записи, присвячені допиту Веллс, 16 лютого 1753 року.
Повідомлення, що було з'явилося на сторінках „Адвертайзера“, вже зацікавило мешканців столиці. Філдінг залишав Лондон, вважаючи, що він „поклав кінець всім бідам, які він з необхідністю заподіяв би собі у цій справі“, однак після повернення до міста він виявив, що за його відсутності з ним намагалися зокрема й деякі „благородні панове“. 15 лютого за впіймання Джона Сквайрса і його компаньйона запропоновано нагороду. Крім того, прихильники Каннінг розмістили повідомлення про пожертвування „або для продовження обвинувальних процедур, або для бідної дівчини як відплату (sic) за її чесноти і за лиха, через які вона пройшла“. Дещо перебільшений запис історії Каннінг було через деякий час відправлено до редакцій газет. Джорджа Сквайрса не знайшли.

### Суд над Сквайрс і Веллс
Судовий процес над Сквайрс, обвинуваченою в нападі та крадіжці, і Веллс, яка „добре знала“ про дії співучасниці, пройшов 21 лютого в сесійній залі Олд-Бейлі. Головою процесу виступив лорд-мер Лондона сер Крісп Гаскойн, якому допомагали інші судді. За подіями спостерігали численні зацікавлені. Писарем був призначений Томас Гарні, імена адвокатів обох сторін не збереглися. Звинувачення в крадіжці було надзвичайно серйозним для Англії XVIII століття. Вартість речей Каннінг становила близько 10 шилінгів, чого було достатньо для повішення Сквайрс на Тайбернському дереві в разі визнання її винною.
Коли Каннінг прибула до суду, її вітав натовп прихильників, які зібралися навколо будівлі. Потерпіла заявила суду, що близько 4 години ранку 2 січня двоє чоловіків силою доставили її до будинку Веллс. На кухні сиділа стара жінка (Сквайрс), яка спитала у Каннінг, „чи стане вона на їх шлях“. Отримавши негативну відповідь, Сквайрс порізала її одяг, вдарила по обличчю й змусила піднятися в темну кімнату. Каннінг сказала, що „нічого не було видно, але коли з'явилося денне світло, вона змогла оглянути приміщення; там був камін з ґраткою, але не було ліжка або його каркаса, можна було тільки лежати на сіні; там був чорний глек, наповнений водою не до країв, і близько двадцяти чотирьох шматочків хліба… близько чверті буханця“. Вона стверджувала, що змогла втекти, вийнявши дошку з вікна в північній стіні, вилізши назовні й зістрибнувши на м'яку глину. Вона пробігла по провулку за будинком, пройшла кілька полів і вийшла на дорогу, що веде до міста. Каннінг запитали, бачила чи розмовляла вона з кимось на шляху додому, на що вона відповіла негативно, пояснивши, що вона ухилялася від контактів, оскільки боялася зустріти одного з мешканців будинку Веллс. Кілька питань потерпілій поставив Вільям Деві, який бажав почути її спогади про події, що відбувалися в домі Веллс. Коли її запитали, чому вона не втекла раніше, Каннінг відповіла: „Бо я думала, що мене можуть відпустити; думка [про втечу] не приходила мені в голову до того ранку“. Сквайрс, яка до того тихо бурмотіла на лаві для підсудних, після цього закричала, що знає Каннінг лише впродовж останніх трьох тижнів.
Потім перед судом виступила Верчью Голл, яка розповіла здебільшого те, що вже казала Філдінгу. Сквайрс знову втрутилася в процес, запитавши, „якого саме дня молоду жінку пограбували“. Один із суддів відповів, що, на думку свідка, це сталося вранці 2 січня, на що Сквайрс сказала: „Дякую за те, що сказали, бо я невинна, як невинне немовля“. Сюзанна Веллс скористалася ситуацією й поцікавилася, як довго Сквайрс та її сім'я залишалися в будинку. Голл відповіла, що „загалом вони були там шість чи сім тижнів; коли привели молоду жінку, вони вже були там близько двох тижнів“. Серед інших свої свідчення дали Томас Коллі та місіс Каннінг. Колишній роботодавець Каннінг, Джон Вінтлбері, пояснив суду, як йому вдалося зрозуміти, що полонянка говорила саме про будинок Веллс. Мері Маєрс і Джеймс Лорд також заявили, що чули від Каннінг слова „Віллс або Веллс“. Це підтвердив і Роберт Скеррат, який раніше працював у передмісті Лондона, Едмонтоні, й кілька разів відвідував будинок Веллс.
Попри те, що подружжя Нейтасів було викликане до суду, ні Форчен, ні Джудіт не були викликані як свідки. Відповідальний за виклик службовець пізніше пояснив, що натовп, який зібрався навколо будівлі, ймовірно, злякав деяких учасників процесу. Натовп прогнав сусідів Веллс, а її дочку і зведеного брата досить скоро впізнали й не пустили до будівлі суду. При цьому трьох свідків з Дорсета, знайдених Джорджем Сквайрсом і готових дати свідчення на користь його матері, натовп не впізнав. Перший з них, Джон Гіббонс, заявив, що з першого по дев'яте січня Сквайрс торгувала в місті „носовими хустками, батистом, мусліном і картатою тканиною“, зокрема, вона відвідала його будинок в Ебботсбері. Ці дані підтвердив його сусід, Вільям Кларк. Останній свідок, Томас Гревілл, стверджував, що 14 січня він приймав під своїм дахом у Кумбі Мері, її сестру та брата, які торгували „носовими хустками, батистом та іншими подібними речами“. Показання Гіббонса, Кларка і Гревілла спростував Джон Інайсер, який торгував рибою неподалік від Волтем-Крос і Тіоболдс. Він стверджував, що знав Сквайрс в обличчя, і що за три тижні до арешту він бачив як вона гадала в околицях будинку Веллс. Веллс, яка залишилася практично без свідків, змогла висловити всього два речення у свій захист. По-перше, вона сказала суду, що ніколи не бачила Каннінг до 1 лютого. По-друге, вона заявила, що познайомилась зі Сквайрс лише трохи більше, ніж за тиждень до їх арешту. Згідно з репортажем в „Адвертайзері“, як тільки троє свідків залишили будівлю суду, натовп „бив їх, штовхав їх, закотив їх у канаву та іншими способами погано поводився з ними“.

#### Вирок
Дуглас Гей пише, що для англійських судів XVIII століття особливе значення мали ті свідки, які могли дати моральний портрет людини (як правило, підозрюваного) на основі як особистого досвіду, так і його репутації в співтоваристві. При цьому найбільшу вагу мали показання свідків, які володіли власністю: роботодавців, фермерів або сусідів-панів. Слово рядових сусідів або друзів суд оцінював як набагато менш вагоме. У розглянутому випадку судді, мабуть, не були задоволені захистом обвинувачених і визнали Веллс і Сквайрс винними. Вирок був озвучений 26 лютого. Веллс засудили до таврування руки і шести місяців ув'язнення, тоді як на Каннінг Сквайрс, яка викрала речі, чекало повішення. У березні брошури, присвячені справі Каннінг, часто читали в лондонських кав'ярнях. Містяни були обурені діями Сквайрс стосовно бідної дівчини. Ситуація ускладнилася після того, як Малюк Джеммі, „бідняк, який ходив з палицею вулицями“, був нібито пограбований і побитий п'ятьма циганами. Каннінг була популярною як серед рядових англійців, так і серед вельмож. Деякі представники дворянства зробили пожертвування на користь дівчини, що дозволило їй переїхати в комфортабельніший будинок пана Маршалла, торговця сиром з Олдерменбері.

#### Розслідування Гаскойна
Втім, вироком залишилися задоволені не всі. Суддя сер Крісп Гаскойн і деякі з його колег вважали історію Каннінг неправдоподібною. Прихильники Каннінг, які не пропустили свідків Веллс, викликали у судді огиду. До того ж він співчував Мері Сквайрс, яку вважав „бідним створінням“. П'ятдесятидворічний Гаскойн почав доросле життя пивоваром на вулиці Гаундсдітч. Потім, одружившись з дочкою заможного лікаря, він став главою пивоварної компанії, після чого служив олдерменом Вінтрі-Ворд, шерифом Лондона, і, нарешті, був посвячений в лицарі. Він підтримував міських сиріт і володів маєтками в Ессексі.
Гаскойн негайно розпочав розслідувати справу самостійно, написавши англіканському священику Джеймсу Гаррісу у Ебботсвілл. Суддя вважав, що троє свідків Джорджа Сквайрса навряд чи поїхали б так далеко, щоб давати свідчення на користь цієї „жалюгідної людини“. Гарріс не розчарував Гаскойна, підтвердивши показання Гіббонса і запропонувавши служителю закону нових свідків, які також могли спростувати версію Каннінг. Гаскойн порахував, що тих, хто сумнівається можна знайти і в таборі каннінгітів, деякі з яких могли навмисно прийняти неправдиву версію. Він визнав подібні дії політичною атакою на нього самого і твердо вирішив відновити справедливість. Його обурення щодо Каннінг та її прихильників почасти пояснювалося звичаями того часу: поведінку каннінгітів він вважав неприйнятною для людей нижчих станів, тоді як думку благородних мужів олдермена Чітті й преподобного Гарріса він поважав.
Один з колег Гаскойна, суддя Гандрі, написав помічникові шерифа Дорсета, який особисто знав Гіббонса і Кларка. Помічник відповів, що ті „не стали б давати показання, якби вони не були правдою“. Кларк, можливо, був близький з Люсі Сквайрс, на підставі чого стверджував, що перебував з нею в Ріджвеї. П'ятнадцять відомих жителів Ебботсбері, зокрема церковні старости, куратори бідняків, шкільний вчитель і збирач податків поклялися, що в січні Сквайрс справді була в Дорсеті, а також гарантували благонадійність місцевих свідків. Після цього шість жителів Ебботсбері подолали 32 кілометри, щоб дати письмові свідчення під присягою, підтвердивши тим самим свідоцтва сусідів.
Центральною подією слідства стало визнання Верчью Голл — саме воно становило для Гаскойна найбільший інтерес. Голл дала свої свідчення Філдінгу під загрозою ув'язнення, і через деякий час Філдінг згадував, що Голл, судячи з усього, відчуває докори сумління. Про це почув письменник Граб-Стріт Джон Гілл, який із задоволенням використав цей випадок на свою користь. Гілл, талановитий письменник і автор знаменитої газетної колонки The Inspector (Інспектор), посварився з деякими своїми однолітками, серед яких був і Філдінг. Останній у своєму періодичному виданні The Covent Garden Journal підбив підсумок їх конфлікту, написавши, що „ця купа виявилася лише жалюгідною гнойовою купою, і вже давно її зрівняли з брудом“.
Голл, яку підтримували каннінгітів, як і раніше перебувала у в'язниці Гейтхаус, попри те що їй все ще не було висунуто звинувачень. Гілл без зволікання зв'язався з Гаскойном, який послав за ув'язненою дівчиною. Голл, яку супроводжувана група каннінгітів, спочатку відповідала ухильно, але як тільки її ізолювали від друзів Каннінг, зізналася Гаскойну в кривосвідченні. Її направили у в'язницю Полтрі Комптер, куди пішли і каннінгіти, які дізналися, втім, що доступ до ув'язненої відкрито лише для окремих осіб». 7 березня Голл відповідала на питання як Гаскойна, так і прихильників Каннінг. На питання про те, чому вона брехала суду, Голл відповіла, що «перебуваючи у пана Філдінга спочатку вона казала правду, але потім їй сказали, що це не було правдою». Вона була «залякана направленням у „Ньюгейт“ і переслідуванням її як злочинниці в тому випадку, якби вона не сказала правду». Один з її прихильників запитав, чи бреше вона дотепер, проте її непереконливі відповіді не дозволяли прийти до якихось висновків. У підсумку всі сторони справи Каннінг стали сприймати Голл як якусь перешкоду.

### Кривосвідчення
Преподобний Гарріс направив кілька своїх свідків до Лондона, де їх допитав Гаскойн. 9 березня Гаскойн провів допит Сюзанни Веллс у «Ньюгейті», під час якого вона підтвердила нову версію Голл. 12-13 березня суддя провів ще кілька допитів, зокрема, він розмовляв з Форченом і Джудіт Нейтасами, а також зі свідком, який міг спростувати свідчення Джона Інайсера. Гаскойн поговорив з Джорджем і Люсі Сквайрс, у яких запитував про їх пересування на початку року. Джордж не зміг відновити повну картину подорожі, внаслідок чого суддя направив його в Дорсет, сподіваючись оживити спогади Сквайрса. Пізніше Гаскойн розмовляв з Елізабет Лонг, дочкою Веллс, яку натовп не пропустив був до будівлі суду. 23 березня троє колишніх свідків Каннінг висловили сумніви в достовірності її історії. Через два дні допитано ще одного свідка, який присягнувся, що в січні Сквайрс перебувала в Ебботсбері. Гаскойн відправив свідка в «Ньюгейт», де вони зі Сквайрс миттєво впізнали один одного.
Тим часом Джон Майлс, який замінив Солта і став на чолі каннінгітів, став шукати свідків, які бачили Мері Сквайрс в околицях Енфілд-Вош. Один з них стверджував, що на початку січня бачив двох чоловіків, які тащили дівчину в напрямку Енфілд-Вош. Інші казали, що 29 січня бачили «жалюгідну нещасну людину», яка йшла до Лондона. Зрештою, деякі свідки змогли підтвердити, що бачили Сквайрс у зазначеному місці в грудні й січні. Майлс мимоволі дав знати про своє розслідування самому Гаскойну, попросивши у Джона Купера з Солсбері дати характеристику семи свідків судді, які нібито бачили Сквайрс у Кумбі. Купер написав Майлсу, позитивно висловившись про Томаса Гревілла, проте потім надіслав листа з тією ж інформацією Гаскойну, якому запропонував свою допомогу.
З цього моменту Гаскойн був переконаний в тому, що Каннінг брехала. Згідно з його версією, в січні Сквайрс, найімовірніше, подорожувала по Дорсету, Гемпширу, а потім і Лондону, але не відвідувала Енфілд-Вош і, отже, не могла брати участь у викраденні Каннінг. 13 березня він видав ордер на арешт Каннінг, яку підозрював у кривосвідченні.

#### Розкол у суспільстві
Розслідування Гаскойна викликало шалену реакцію друкованих видань. Продукція письменників і журналістів з Граб-стріт тільки зміцнила сторони в думках. Каннінгіти з ще більшою силою звернулися до стереотипа про «злих циган і бідну невинну дівчину, яка відмовилася втратити честь». Прихильники Каннінг підігрівали антициганські настрої випуском брошур, в одній з яких тепер вже вкрай непопулярний Гаскойн іменувався «Королем циган». У пресі стали з'являтися всілякі зловісні нотатки. В одній з них повідомлялося, що група вершників погрожувала «спалити всі будинки, комори та зерносховища», якщо Сквайрс повісять.
Чесність Каннінг або, навпаки, її нестача і манера розслідування Філдінга були розкритиковані в «Лондон Дейлі Адвертайзер». У день публікації ордера на арешт Каннінг у виданні «Паблік Адвертайзер» з'явилося оголошення, що закликало читачів «відкласти свої судження у справі циганки до того, як надрукують підсумкове положення, яке готував пан Філдінг». Філдінг дізнався про те, що Гаскойн допитував Голл, після чого перевіз Каннінг до свого будинку на Боу-стріт, щоб «висипати з неї правду і довести її до визнання у випадку винності». Філдінг, задоволений доповіддю Каннінг і байдужий до показань Голл, опублікував «Чітку заяву у справі Елізабет Каннінг» (англ. A Clear Statement of the Case of Elizabeth Canning), де критикував прихильників Сквайрс і недоброзичливців Каннінг, відзначаючи при цьому цнотливу натуру молодої служниці. Копії заяви продавалися так швидко, що через два дні надійшло замовлення на другий тираж. Джон Гілл сприйняв «Чітку заяву» як пряму атаку на Гаскойна й опублікував статтю «Осмислена історія Елізабет Каннінг» (англ. The Story of Elizabeth Canning Considered), де висміяв опонента: «Хто ви такий, пане, щоб вказувати Уряду? Заспокойтесь і знайте своє місце». Втім, надалі Філдінг вже не відігравав ключової ролі в справі, вважаючи, що каннінгіти вже почали сприймати його як перешкоду.
Близько половини англійських злочинців, засуджених до смерті у XVIII столітті, вирушили в підсумку не на шибеницю, а до в'язниць або в закордонні колонії. Хоча акти помилування були досить рідкісні, проте ті, хто просив, часто могли обійти суддю й клопотати безпосередньо перед королем. Хоча Гаскойн і мав деякі сумніви щодо репутації свідків, він написав королю Георгу II листа з проханням помилувати Мері Сквайрс, і 10 квітня монарх наказав призупинити виконання покарання на шість тижнів. Нові докази обох сторін надійшли Лорду-канцлеру Гардвіку, а також прокуророві та його заступнику. 30 травня Сквайрс була помилувана, Веллс же була змушена відбути покарання. 21 серпня Веллс покинула стіни «Ньюгейта».

#### Суд над ебботсберійцями
У той час, як містяни обговорювали звільнення Сквайрс, Майлс займався збором доказів на захист Каннінг. 20 квітня він був у Дорчестері з ордером на арешт Гіббонса, Кларка і Гревілла, трьох свідків Сквайрс. З невеликою групою озброєних каннінгітів він захопив Гіббонса і Кларка в одному з постоялих дворів, після чого вирушив з ними в Дорчестер. Проте помилка в оформленні ордера призвела до того, що Гіббонс був відпущений на свободу. Потім Кларк був направлений до Лондона, де Майлс допитував його в своєму будинку протягом двох днів. Втім, Кларк відмовився співпрацювати, і його відпустили під заставу.
Всім трьом було висунуто звинувачення в умисному лжесвідченні за хабар, суд пройшов 6 вересня в Олд-Бейлі. Гаскойн, побоюючись звинувачень в упередженості, усунувся від участі в суді. Сторону захисту представляв Вільям Деві, який раніше захищав Сквайрс і Веллс. Захист представив понад сотню свідків, каннінгіти ж на процесі не були присутні. Прихильники Каннінг, які не знали про вихід Гаскойна, боялися оприлюднення деяких незручних їм матеріалів у разі появи самої дівчини. У підсумку єдиним свідком, що представляла Каннінг, стала її сусідка. Майлс до того часу не отримував грошей від роботодавців, і його брат Томас направив до суду особливого службовця, який, виконавши низку інструкцій, повинен був затягнути розгляд. Попри це, обвинувачених визнали невинними і відпустили на свободу.
Каннінг упродовж деякого часу не з'являлася на публіці й незабаром її оголосили поза законом. У листопаді відбулося призначення нового лорд-мера, Каннінг же, як і раніше, залишалася поза увагою. У лютому наступного року вона вступила в контакт з владою, з'явившись в Олд-Бейлі.

#### Суд над Каннінг
Процес у справі Каннінг розпочався 29 квітня 1754 року. 1, 3-4 та 6-8 травня проходили наступні засідання — процес став надзвичайно довгим для тогочасної Англії. В рамках відбору присяжних засідателів сторона захисту висловила протест щодо трьох кандидатур, однак проти старшини, який назвав Каннінг «брехливою сукою, брехухою або самозванкою», захисники не встигли висловитися. Томас Роулінсон, новий лорд-мер Лондона, став провідним з трьох суддів, які керували процесом. Захист Каннінг забезпечували троє адвокатів: Джордж Нейрс, Джон Мортон і пан Вільямс. Обвинувачами виступили син Гаскойна {{нп|Бамбер Гаскойн (старший)|Бамбер|en|Bamber Gascoyne (the elder)}}, Едвард Віллес і Вільям Деві. Після того, як секретар оголосив обвинувальний акт, Бамбер Гаскойн переказав історію передбачуваного викрадення і утримання Каннінг. Потім тривалу промову виголосив Деві. Він обрушився на версію Каннінг і розповів про те, як сім'я Сквайрс подорожувала по Англії, продаючи контрабандні товари. Деві навів нові підтвердження алібі Сквайрс і спростував показання Каннінг про горище, де вона перебувала. Потім він запитав обвинувачену про втечу. Останнім епізодом його виступу стало зречення Верчью Голл раніше даних показань. Потім слово взяв Віллес, який вказав на розбіжності в різних повідомленнях Каннінг щодо її зникнення.

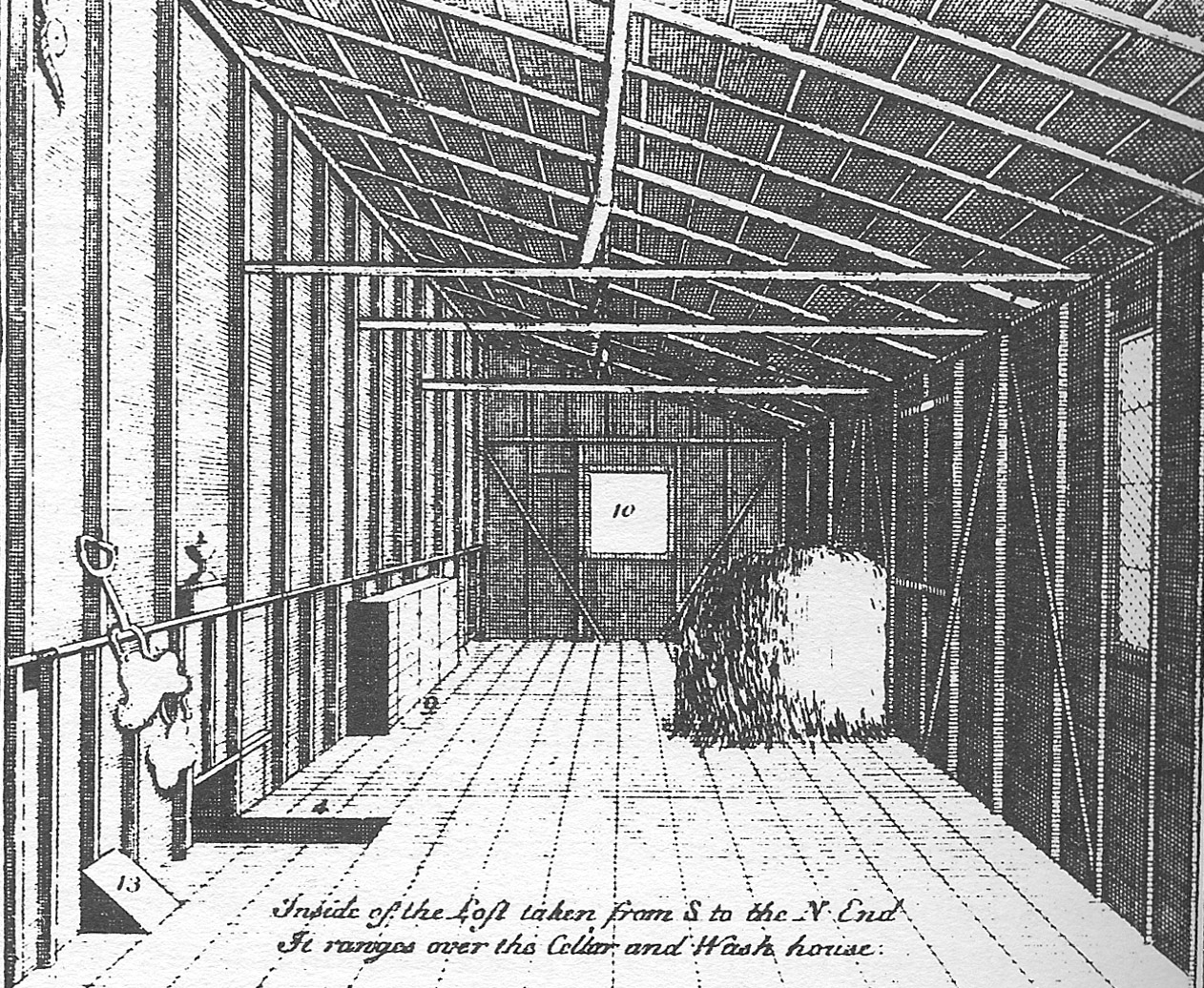
Малюнок горища, на якому, як передбачалося, утримувалася Каннінг. Малюнок часів процесу

Першими від захисту виступили Вільямс і Мортон. Останній зробив акцент на тому, що Каннінг двічі довелося брати участь у складних процесах: спочатку вона домагалася суду для нападників, а потім сама зазнала покарання за це. Він позитивно відгукнувся про присяжних і висміяв звинувачення Деві, скориставшись тим, що опоненти не хотіли вислухати свідка Верчью Голл. Мортон звернув увагу суду на те, що Каннінг навряд чи могла так спритно обдурити своїх прихильників, після чого висловив незгоду зі скаргою звинувачення, що стосувалася опису горища. Третій адвокат, Джордж Нейрс казав про ймовірні соціальні наслідки обвинувального вироку. Він заявив, що майбутні жертви подібних дій можуть відмовитися від судового розгляду, побоюючись власного покарання.
Мортон поставив запитання Джорджу Сквайрсу, який так і не зміг з абсолютною точністю згадати місць, по яких його сім'я подорожувала під час відсутності Сквайрс. Його сестра Люсі на суді не виступала — частково це сталося через те, що її визнали «дурнішою за свого брата». Роберт Вілліс, який особисто подолав частину шляху Сквайрсів і допомагав відновити його в деталях, також дав свідчення. Втім, його свідчення розцінили як слух і, отже, відхилили. Як і в процесі над Сквайрс і Веллс, ступінь довіри до свідків звинувачення залежав від їх особистої характеристики. Три свідка з Літтон-Чейні заявили, що родина циган прийшла в їхнє село 30 грудня, троє ебботсберійців теж дали свідчення. Тільки за перший день викликано 39 свідків звинувачення. Більшість з них коротко підтвердили алібі Сквайрсів.
До кінця першого дня розглядів навколо будівлі суду зібралася юрба містян, які бажали швидкого рішення і виправдувального вироку. Однак замість служниці перед публікою з'явився Крісп Гаскойн, якого закидали брудом і камінням. Він був змушений сховатися в одному з довколишніх постоялих дворів, а потім повернувся в суд, маючи намір відконвоювати Каннінг з будівлі. 1 травня суд розпочався з обговорень щодо атаки на Гаскойна. До присяжних і самого Гаскойна приставили охоронців, суд примусив одного з представників сторони захисту вибачитися, а каннінгіти того самого дня видали друковане повідомлення, в якому просили натовп не втручатися. Олдермен Томас Чітті дав присягу, після чого повідомив суду про подробиці його першої зустрічі з Каннінг 31 січня 1753 року. Деві опитав кількох свідків, які казали про розбіжності між різними версіями опису горища, запропонованими підозрюваною. Один з них сказав про свою відразу до вчинку Верчью Голл, яка свідчила проти Сквайрс. Деякі свідки, зокрема Сара Гоуїт і Нейтаси, стверджували, що Каннінг не бувала на горищі до 1 лютого, оскільки в січні там перебували Гоуїт і Голл. До кінця дня біля будівлі знову утворився натовп, і Гаскойну знову надали ескорт.
У п'ятницю звинувачення представило ще більше свідків: загалом Деві залучив близько 60 осіб. Сторона захисту опитувала деяких учасників першого обшуку в будинку Веллс. Томаса Коллі, дядька обвинуваченої, піддали перехресному допиту. Він розповів суду про те, чим його племінниця харчувалася під час новорічного візиту до дядька і тітки. Запитуючи про це, адвокати звинувачення, ймовірно, намагалися з'ясувати, чи могла Каннінг упродовж місяця харчуватися одним лише хлібом. На третій день процесу як свідок виступила місіс Каннінг, мати обвинуваченої. Однією з можливих ліній захисту, яку могли побудувати адвокати служниці, було переконання присяжних у дурості дівчини, яка не дозволила б їй скласти досить несуперечливу історію. На прикре здивування адвокатів захисту, Деві піддав перехресному допиту і місіс Каннінг, яка зізналася, що її донька „трохи“ вміє писати. Цього, на думку Деві, було цілком достатньо для того, щоб відкинути гіпотезу про слабоумство обвинуваченої. Потім свої свідчення дав робочий Скеррат, який зізнався у відвідуванні будинку Веллс ще до того, як Каннінг зникла. Двоє сусідів служниці підтвердили, що вона повернулася додому в „жалюгідному стані“. Роботодавець і аптекар Каннінг заявили, що глечика води і шматочків хліба справді могло бути достатньо для підтримки її життєдіяльності впродовж місяця. Захисники Каннінг представили трьох свідків, кожен з яких стверджував, що зустрічав „нещасну жалюгідну людину“ наприкінці січня.

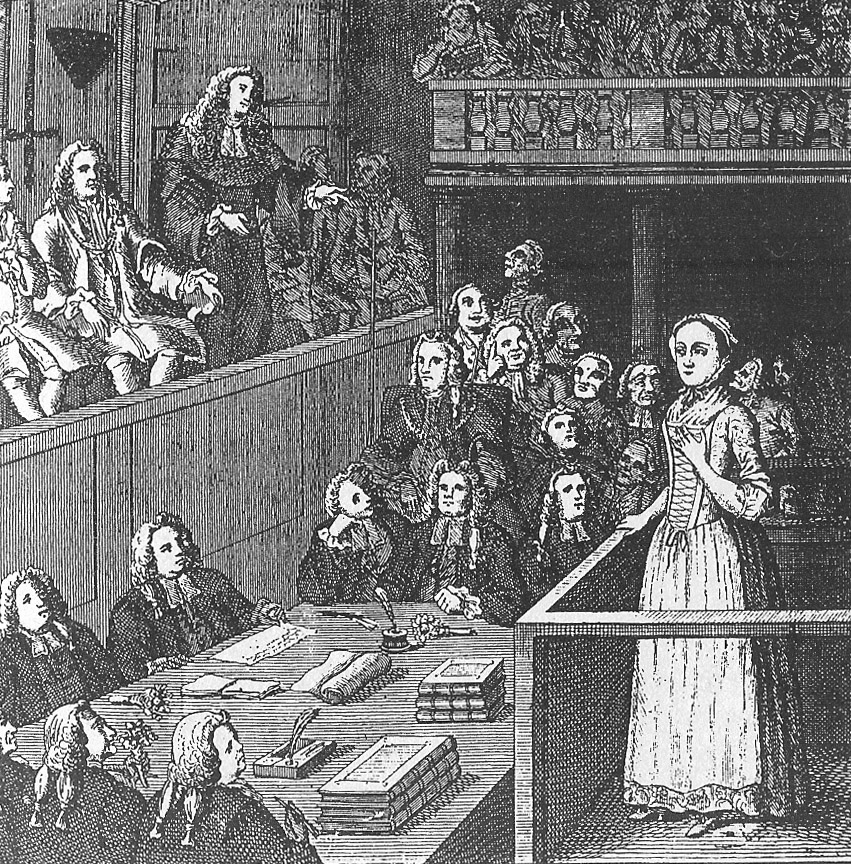
„Суд над Елізабет Каннінг“

На засіданні 6 травня виступили нові свідки. Деякі сусіди Веллс наполягали на тому, що на початку 1753 року бачили якусь стару циганку в околицях будинку. Інші свідки казали, що бачили її в різних куточках Енфілд-Вош. Одна жінка навіть заприсяглася в тому, що бачила її там у день Різдва за старим стилем. У вересні 1752 року Великої Британія перейшла з Юліанського на Григоріанський календар, і жінка не змогла точно визначити згаданий день. У цьому вона виявилася не єдиною: кілька свідків захисту також не змогли скорегувати ту чи іншу дату на 11 днів. Три свідка дискредитували показання Нейтасів.
Останній день був майже повністю зайнятий Деві, який представив суду ще кілька свідків і взявся спростовувати свідчення тих, хто нібито бачив Сквайрс в районі Енфілд-Вош у січні. Підбиваючи підсумки, він звернувся до присяжних, звинувативши Каннінг у „найбільш нечестивому і огидному [злочин]і, який людське серце може зачати“. Секретар Вільям Мортон зафіксував тези захисту і запитав у присяжних, чи задовольнила їх відповідь Каннінг на звинувачення і чи вважають вони можливим вижити з „не більше, ніж чвертю буханця і глечиком води“ на місяць.

### Вердикт, його наслідки і подальше життя Каннінг
Присяжні готували рішення впродовж майже двох годин. У підсумку вони визнали Каннінг „винною в лжесвідченні, але не навмисному і не забезпеченому хабарем“. Секретар відмовився приймати таке формулювання, оскільки вважав його невідповідним, і через двадцять хвилин Каннінг стала винною в „умисному лжесвідченні за хабар“. Крісп Гаскойн не був присутній у суді в момент оголошення вердикту, оскільки заради безпеки покинув будівлю раніше. Бік захисту подав незадоволене прохання про повторне слухання справи. 30 травня озвучено покарання: дев'ять з сімнадцяти учасників проголосували за тюремне ув'язнення строком в один місяць і подальше семирічне заслання. Згідно зі State Trials, Каннінг „розраховувала на їх прихильність“, казала про те, що „не мала наміру забрати життя циганки під присягою“, що „все, що було зроблено, здійснювалося тільки заради власного захисту“, а також бажала, щоб її вважали невдачливою».

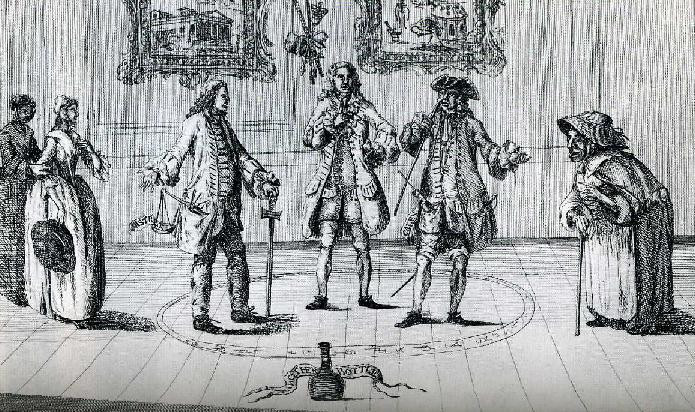
«Фокусники» (1753). Каннінг, Філдінг, Гаскойн, Гілл і Сквайрс на одній сцені з «Пляшковим фокусником»

Вердикт анітрохи не наблизив досягнення компромісу в суспільстві. Копії протоколу судового засідання були надзвичайно популярні, а портрети Каннінг пропонувалися до продажу з вітрин магазинів. За інформацію про каннінгітів, які напали на Гаскойна, було запропоновано винагороду. Журналісти з Граб-стріт багато писали про наслідки процесу. Видання «Газеттир» було наповнене сатиричними листами авторів під такими псевдонімами, як «Арістарх» (англ. Aristarchus), «Тацит» (англ. Tacitus), «есквайр Т. Трумен» (англ. T. Trueman, Esq.). В одному з них каннінгіт Никодим (англ. Nikodemus) писав про те, до чого призвела б відсутність циган: «що стало б з вашими молодими знаттю і дворянством, якби не було звідниць, які добувають для них молодих жриць кохання»? Джон Гілл написав коротку пісню, присвячену участі у справі його самого і Гаскойна. Каннінг зображували у момент позбавлення її одягу або під час ув'язнення на горищі. На інших зображеннях Веллс і Сквайрс були в ролі відьом, що сидять на мітлищі.
Під час розглядів Гаскойн балотувався до Парламенту, ставши в підсумку одним з найменш популярних кандидатів. Бажаючи пояснити свої дії стосовно служниці, він написав «Звернення до службовців міста Лондона від сера Кріспа Гаскойна» (англ. An Address to the Liverymen of the City of London, from Sir Crisp Gascoyne). Гаскойн піддавався атакам не лише на сторінках друкованих видань, але й на вулицях, кілька разів йому погрожували смертю. У відповідь на звернення Гаскойна каннінгіти опублікували низку матеріалів, зокрема «Відповідь службовця на звернення сера Кріспа Гаскойна» (англ. A liveryman's reply to Sir Crisp Gascoyne's address) і «Спростування Кріспа Гаскойна за його дії в справах Елізабет Каннінг і Мері Сквайрс» (англ. A refutation of Sir Crisp Gascoyne's of his conduct in the cases of Elizabeth Canning and Mary Squires). В останньому повідомлялося, що суд над Каннінг є не що інше, як кульмінація помсти Гаскойна стосовно служниці.
Повідомлялося, що, перебуваючи в «Ньюгейті» Каннінг вступала в контакт з методистами — подібна інформація могла лише погіршити її становище. Того ж дня з'явилися листівки, які стверджували, що ув'язнену відвідав пастор церкви св. Марини Магдалини, який переконався в її прихильності Церкві Англії. З Каннінг зустрівся і пан Лединард, який допомагав привезти Верчью Голл до Гаскойна. Він попросив ув'язнену покаятися, на що та відповіла: «У суді я сказала всю правду і нічого, крім правди; і я волію не відповідати на будь-які питання, якщо тільки їх знову не поставлять у суді». Заклики до поблажливості не завадили виконанню покарання: Каннінг повинна була вирушити до Британської Америки на кораблі для ув'язнених «Траєл» (англ. Tryal). Втім, після декількох погроз з боку моряків Каннінг у серпні 1754 року опинилася на судні «Миртілла». Ув'язнена прибула до містечка Ветерсфілд у Коннектикуті, і за домовленістю зі своїми прихильниками прибула в будинок священика-методиста Ілайши Вільямса. Каннінг не служила у Вільямсів, які прийняли її як члена сім'ї. 1755 року преподобний помер, і 24 листопада 1756 року Каннінг вийшла заміж за Джона Тріта, далекого родича екс-губернатора Роберта Тріта. У червні 1758 року вона народила сина Джозефа, в листопаді 1761-го на світ з'явилася донька Елізабет, а потім вона стала матір'ю ще двох синів, Джона і Салмона. У червні 1773 року Елізабет Каннінг раптово померла.

## Думки
Історія Елізабет Каннінг полонила георгіанську Англію. Джудіт Мур пише, що головною інтригою історії є питання про невинуватість Каннінг, і водночас сюжет пропонує задуматися, чи може людина невисокого суспільного статусу претендувати на увагу до своєї персони. Письменниця Крістіна Строб зіставляє випадок Каннінг з загальнішим питанням повій, які мали низьке положення в суспільній ієрархії. Строб пише, що Каннінг могла бути «невинною як дитина, яка стала жертвою жорстоких злочинців» або «хитрою маніпуляторкою системою правосуддя, яка використала непричетних спостерігачів, щоб уникнути покарання за свої сексуальні проступки». Автори книги «Чесно викладена справа Елізабет Каннінг» (англ. The Case of Elizabeth Canning Fairly Stated) стверджують, що Каннінг або справді перебувала в ув'язненні, бажаючи зберегти власну честь, або брехала, бажаючи приховати «свої власні злочинні оборудки в темряві».
Протистояння каннінгітів і джипсітів сприяло тому, що справа Каннінг стала одним з найвідоміших кримінальних явищ Англії XVIII століття. Різні аспекти справи протягом кількох років висвітлювалися у виданнях, присвячених злочинності, зокрема, в Ньюгейтському довіднику і Реєстрах зловмисників. «Лист високоповажному графові — щодо справи Елізабет Каннінг» (англ. A Letter to the Right Honourable the Earl of — Concerning the Affair of Elizabeth Canning) поета Аллана Ремсі став джерелом натхнення для «Історії Елізабет Каннінг і Жана Кала» (фр. Histoire d'Elisabeth Canning, et de Jean Calas) Вольтера. Французький мислитель поділяв думку Ремсі про те, що Каннінг зникла з поля зору родичів для того, щоб приховати вагітність. 1820 року історію Каннінг переглянув англійський письменник Джеймс Колфілд, який відтворив її з деякими серйозними помилками. 1852 року Джон Педжет випустив власний твір під назвою «Елізабет Каннінг». Він назвав справу Каннінг «можливо, найповноціннішою і найнезрозумілішою судовою головоломкою серед усіх записаних».
Справа Каннінг примітна тим, що звинувачення так і не змогло представити доказів присутності служниці десь поза домом Веллс. Місце перебування Каннінг у січні 1753 року дотепер залишається загадкою. Нез'ясованим залишився і план подорожі Сквайрсів по Дорсету на початку року. Письменник Гарві Дартон припустив, що сім'я могла займатися контрабандою, і візит Сквайрсів до Еггардона не був випадковим: відомий контрабандист Айзек Галлівер здійснював свою діяльність саме там. На думку Аллана Ремсі, перша версія історії Каннінг була «надмірно дурною» і брехливою. Він вважав, що відсутність деталей у свідченнях Каннінг не могла здивувати людину з аналітичним складом розуму. Американський письменник Лілліан Буено Маккью висловив припущення про амнезію Каннінг, а в її ув'язненні на горищі він звинувачував Джона Вінтлбері, колишнього роботодавця служниці. Джон Трехерн вважає гіпотезу Маккью малоймовірною і пише, що Каннінг перебувала в районі Енфілд-Вош майже напевно, проте в будинку Веллс вона не була. Трехерн припускає, що Роберт Скеррат вказав на будинок Веллс як на ймовірне місце ув'язнення навмисно, оскільки, повідомляє автор, не можна виключати його причетність до небажаної вагітності Каннінг. На думку Трехерна, Каннінг могла страждати частковою амнезією, і на першому суді вона могла брехати без злого умислу. Він називає Каннінг «першим медіапродуктом». Безпосередньо після суду люди пера розділилися на два табори, підтримуючи позицію Філдінга, або позицію Гілла, однак більшість письменників пізнішого часу сходиться на думці, що заяви Каннінг не були правдивими. 
Джудіт Мур при цьому вважає, що Каннінг могла бути невинною, пояснюючи суперечність її показань з показаннями Сквайрс деякими недоліками і поправками. Мур підкреслює, що справжньою причиною подібного розвитку подій могли стати особисті інтереси людей у владі.

## Цитати
1. ↑  англ. "Monster of a Woman"
2. ↑  англ. "old Gypsy Woman"
3. ↑  англ. "robbed the girl of her stays; and then in a miserable naked Condition, because she would not become a common Prostitute, confined her in an old Back Room or loft"
4. ↑  англ. "dark, tall, but stooping, elderly woman, with an estimated age ranging from sixty to eighty"
5. ↑  англ. "all accounts do agree that she was an exceptionally ugly woman, with a very large nose and a lower lip swollen and disfigured by scrofula."
6. ↑  англ. Mother Wells expressed herself with all the Art and affected Innocence of those wicked Wretches, who are deliberately and methodically taught the methods of evading Justice; and the old Gipsy behaved as a Person traditionally and hereditarily versed in the ancient Egyptian Cunning, making the most religious Protestations of her Innocence; though she was afterwards heard to say, Damn the young Bitch!
7. ↑  англ. "ended all the trouble which I thought it necessary for me to give myself in this affair"
8. ↑  англ. "Noble Lords"
9. ↑  англ. "either applied to the carrying on of the Prosecution, or given to the poor as a Girl Recompence for her Virtue, and Miseries she has gone through"
10. ↑  англ. "saw nothing brought up[, but w]hen day-light appeared, I could see about the room; there was a fire-place and a grate in it, no bed nor bedstead, nothing but hay to lie upon; there was a black pitcher not quite full of water, and about twenty-four pieces of bread ... about a quartern loaf"
11. ↑  англ. "Because I thought they might let me out; it never came into my head till that morning"
12. ↑  англ. "I never saw that witness in my lifetime till this day three weeks"
13. ↑  англ. "What day was it that the young woman was robbed?"
14. ↑  англ. "I return thanks for telling me for I am as innocent as the unborn child"
15. ↑  англ. "They were there six or seven weeks in all; they had been there about a fortnight before the young woman was brought in"
16. ↑  англ. "with handkerchiefs, lawns, muslins, checks and, to sell about town"
17. ↑  англ. "handkerchiefs, lawns, and such things"
18. ↑  англ. “extremely important, and very frequently used in character testimony too, the word of a man of property had the greatest weight. Judges respected the evidence of employers, farmers and neighboring gentlemen, not mere neighbors and friends."
19. ↑  англ. "a poor man who cries sticks about the streets"
20. ↑  англ. "the poor creature"
21. ↑  англ. "miserable object"
22. ↑  англ. "would not have given evidence had it not been true"
23. ↑  англ. "this hill was only a paltry dunghill, and had long before been levelled with the dirt."
24. ↑  англ. "particular persons only"
25. ↑  англ. “when I was at Mr Fielding's I at first spoke the truth, but was told it was not the truth. I was terrified and threatened to be sent to Newgate, and prosecuted as a felon, unless I should speak the truth."
26. ↑  англ. "a miserable poor wretch"
27. ↑  англ. "wicked Gypsies and a poor innocent girl refusing to yield her honour"
28. ↑  англ. "the King of the Gipsies"
29. ↑  англ. "they would burn all the people's houses, barns corn and thereabouts"
30. ↑  англ. “to suspend their judgement in the Case of the Gypsy Woman till a full State of the whole, which is now being prepared by Mr. Fielding, is published."
31. ↑  англ. "sift the truth out of her, and her to bring to confession if she was guilty."
32. ↑  англ. “Who Sir, are you that are thus dictating unto the Government? Retire into yourself and know your station."
33. ↑  англ. “Gentlemen, the prisoner stands indicted of one of the most heinous crimes; an endeavour, by wilful and corrupt foreswearing herself, to take away the life of a guiltless person; and with aggravation, in the black catalogue of offences, I know not one of a deeper dye.  It is a perversion of the laws of her country to the worst of purposes; it is wrestling the sword out of the hands of justice to shed innocent blood.”
34. ↑  англ. "a lying bitch, a cheat, or an imposter"
35. ↑  англ. "rather more stupid than her brother"
36. ↑  англ. “Several persons were taken into custody that made a riot at the Old Bailey Gate and were committed to Newgate.  William Moreton Esq recorder, recommended to all persons who were concerned in the most pathetic manner, to consider the dignity of the Court of Justice, the necessity of keeping up that dignity , and that the magistracy of this court should not be treated in such a manner as to lessen the weight of the Civil Power. After the court adjourned there was so great a mob at the gate of the Session-House threatening Sir Crisp Gascoyne, that Mr. Sheriff Chitty, with a number of Constables, escorted him as far as the Royal-Exchange.”
37. ↑  англ. "a little"
38. ↑  англ. "deplorable condition"
39. ↑  англ. "poor, miserable wretch"
40. ↑  англ. "the most impious and detestable the human heart can conceive"
41. ↑  англ. "no more than a quartern-loaf, and a pitcher of water"
42. ↑  англ. "Guilty of perjury, but not wilful and corrupt."
43. ↑  англ. "Guilty of Wilful and Corrupt Perjury."
44. ↑  англ. "hoped they would be favourable to her; that she had no intent of swearing the gypsey's life away; and that what had been done, was only defending herself; and desired to be considered unfortunate"
45. ↑  англ. "what would become of your young nobility and gentry, if there were no bawds to procure young girls of pleasure for them?"
46. ↑  англ. "I have said the whole truth in court, and nothing but the truth; and I don't choose to answer any questions, unless it be in court again."
47. ↑  англ. "childlike innocent, victimized by brutally criminal outlaws"
48. ↑  англ. "a wily manipulator of the justice system who uses innocent bystanders to escape the consequences of her own sexual misdeeds"
49. ↑  англ. "her own criminal Transactions in the Dark"
50. ↑  англ. "perhaps, the most complete and most inexplicable Judicial Puzzle on record"
51. ↑  англ. exceeding stupid
52. ↑  англ. "the first media product."